# 栋布罗瓦古尔尼恰
栋布罗瓦古尔尼恰（波蘭語：[dɔ̃mˈbrɔva ɡurʲˈɲiʧ̑a] ⓘ）是波兰西里西亚省的一座城市，約有11萬名居民。

## 友好城市
- 羅馬尼亞 摩爾多瓦地區肯普隆格
- 乌克兰 阿尔切夫斯克
- 捷克 斯圖登卡
- 羅馬尼亞 梅迪亞什

來源：